# Мадридський кодекс

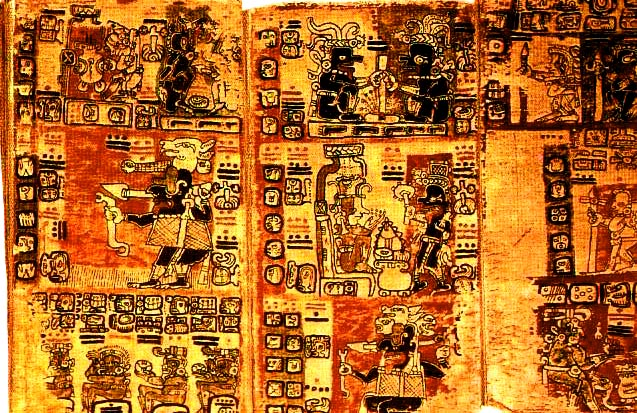
Сторінки Мадридського кодексу

Мадри́дський ко́декс (англ. Madrid Codex, ісп. Codice di Madrid) — один з чотирьох рукописів мая в Європі, що зберігається в Музеї Америки в місті Мадрид.

## Історія

### 19 століття
За переказами, рукопис вивіз з Америки Ернан Кортес. Можливо, він походить з міста Таясаль, нині Флорес. Місто було захоплене вояками Іспанії у 1697 р.
В 19 столітті кодекс був розділений на дві частини з метою продати одну частину в Британський музей в Лондоні, а другий в Бібліотеку міста Париж. Рукопис отримав Музей Америки в Мадриді, де поєднали обидві частини у 1888 р.

### Опис кодексу
Частина Троано (Troano) — 70 сторінок, частина Кортезіанус (Cortesianus) — 42 сторінки. Це найдовший з європейських кодексів.

### Тексти Мадридського кодексу
Науковці вважають текст компіляцією з різних джерел. Мовний аналіз показує наявність слів західноюкатанського походження. Стилістичні дослідження вказують на авторство декількох дописувачів.
Тексти присвячені планеті Венера, питанням бджільництва, питанням магії, астрологічним передбаченням і прогнозам сприятливих дат для сівби і релігійних жертвоприношень заради доброго врожаю.

### Мадридський кодекс (експозиція, Музей Америки (Мадрид)

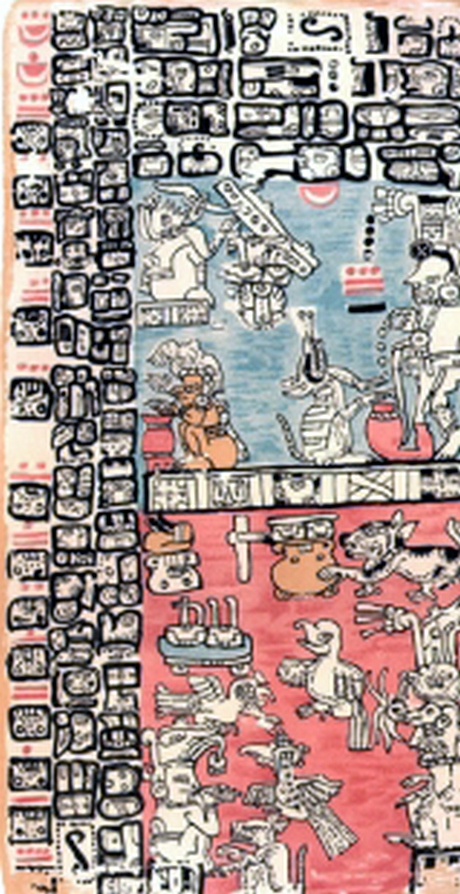
Фрагмент Мадридського кодексу

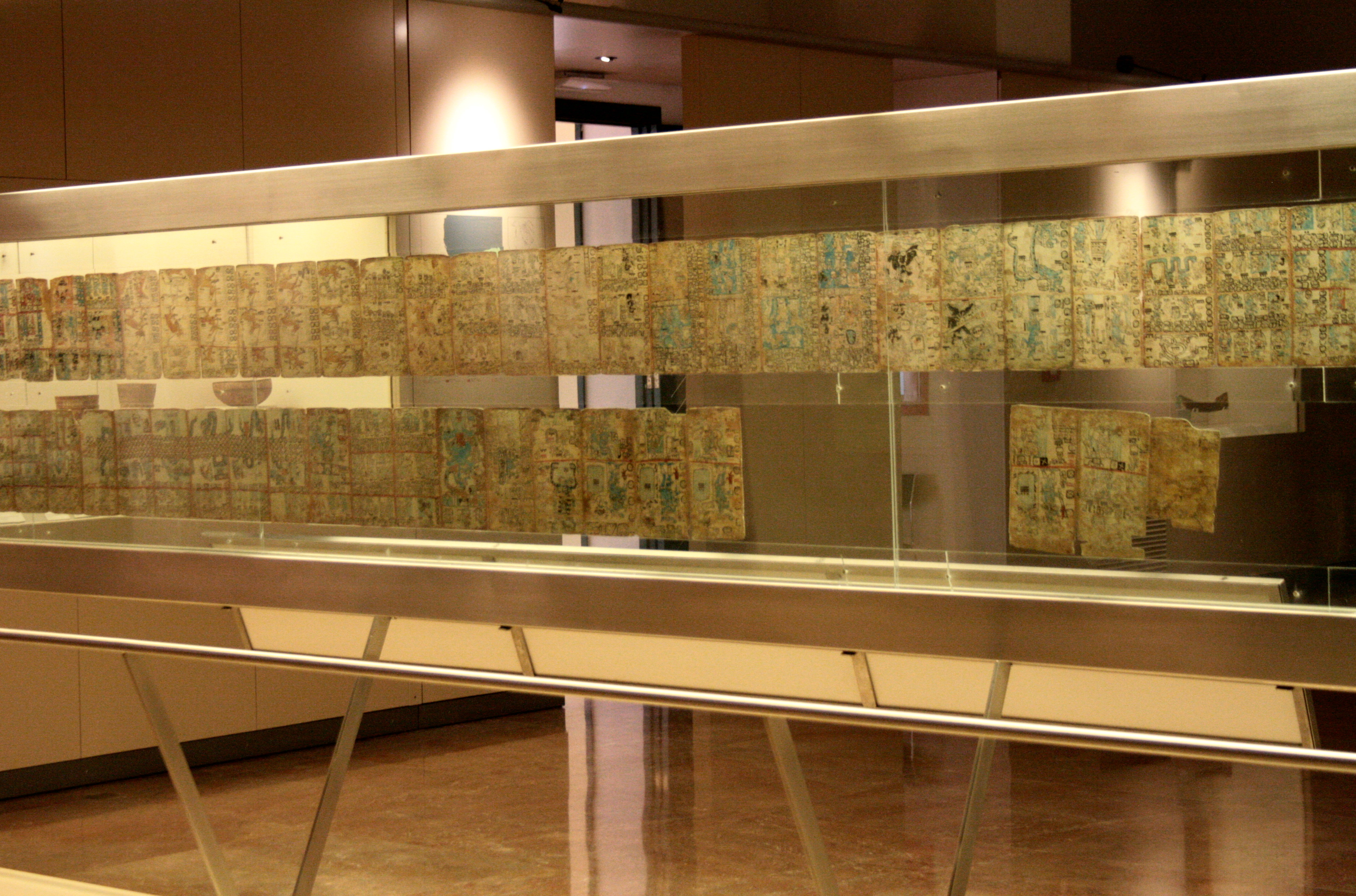

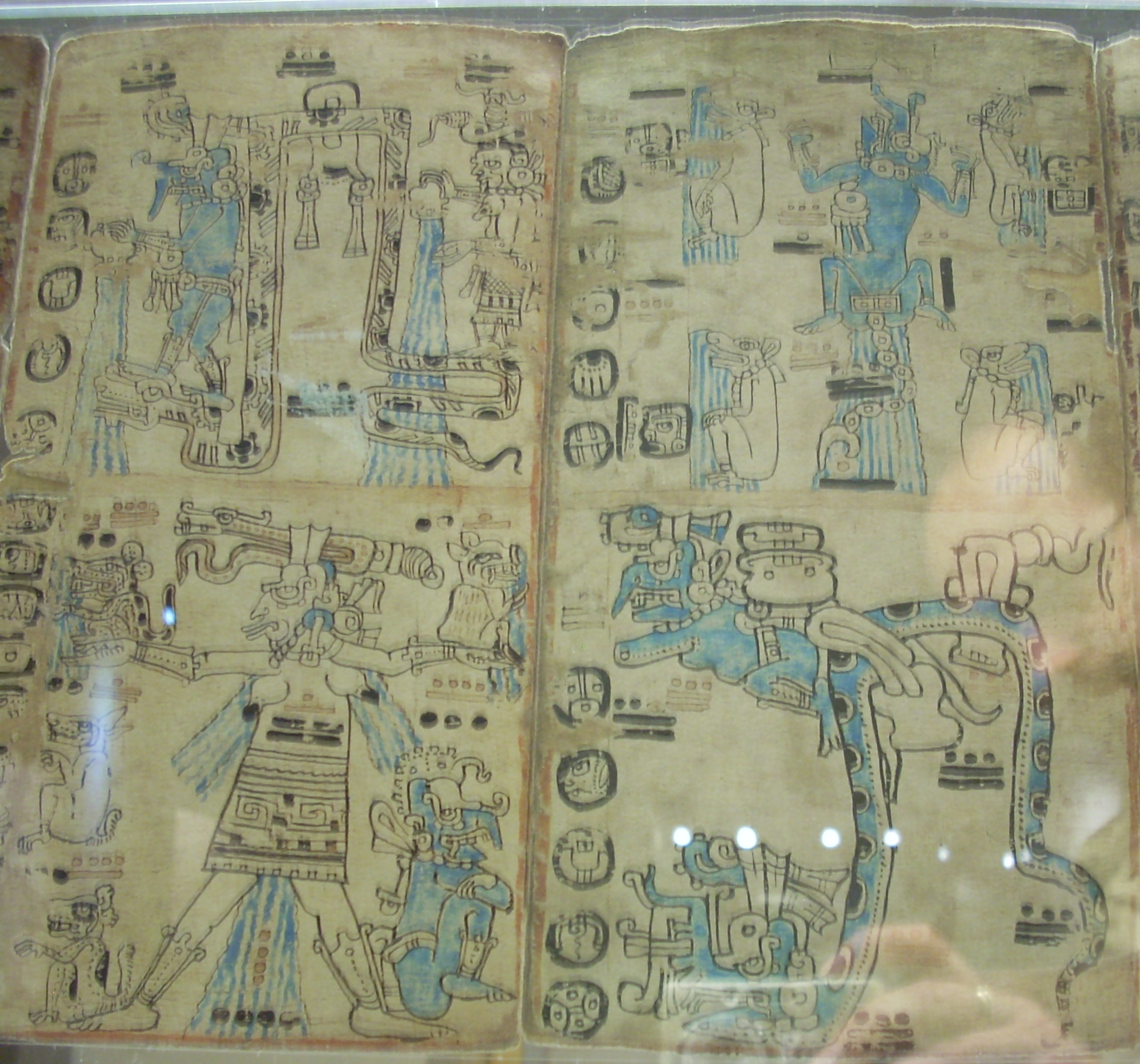
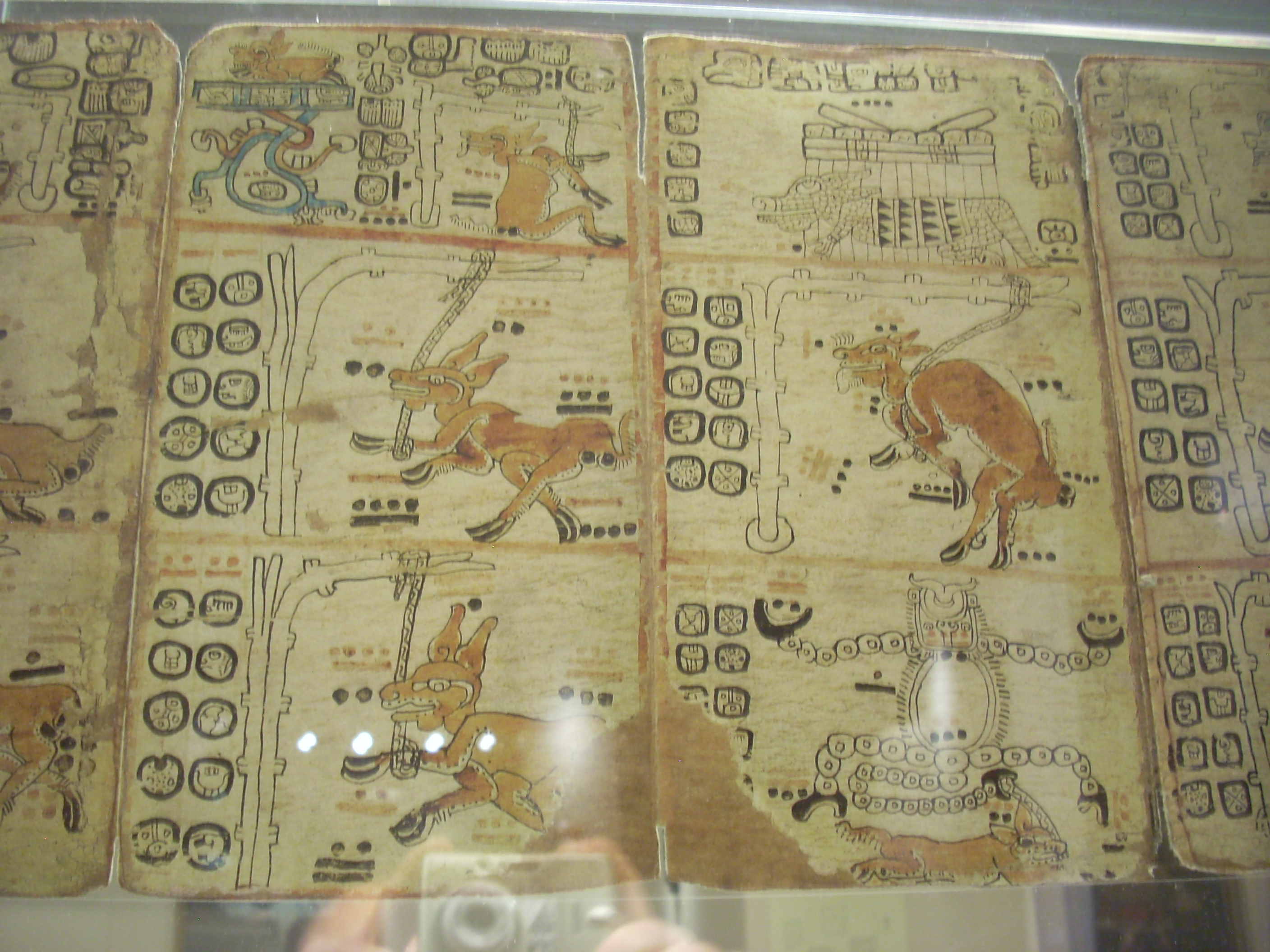
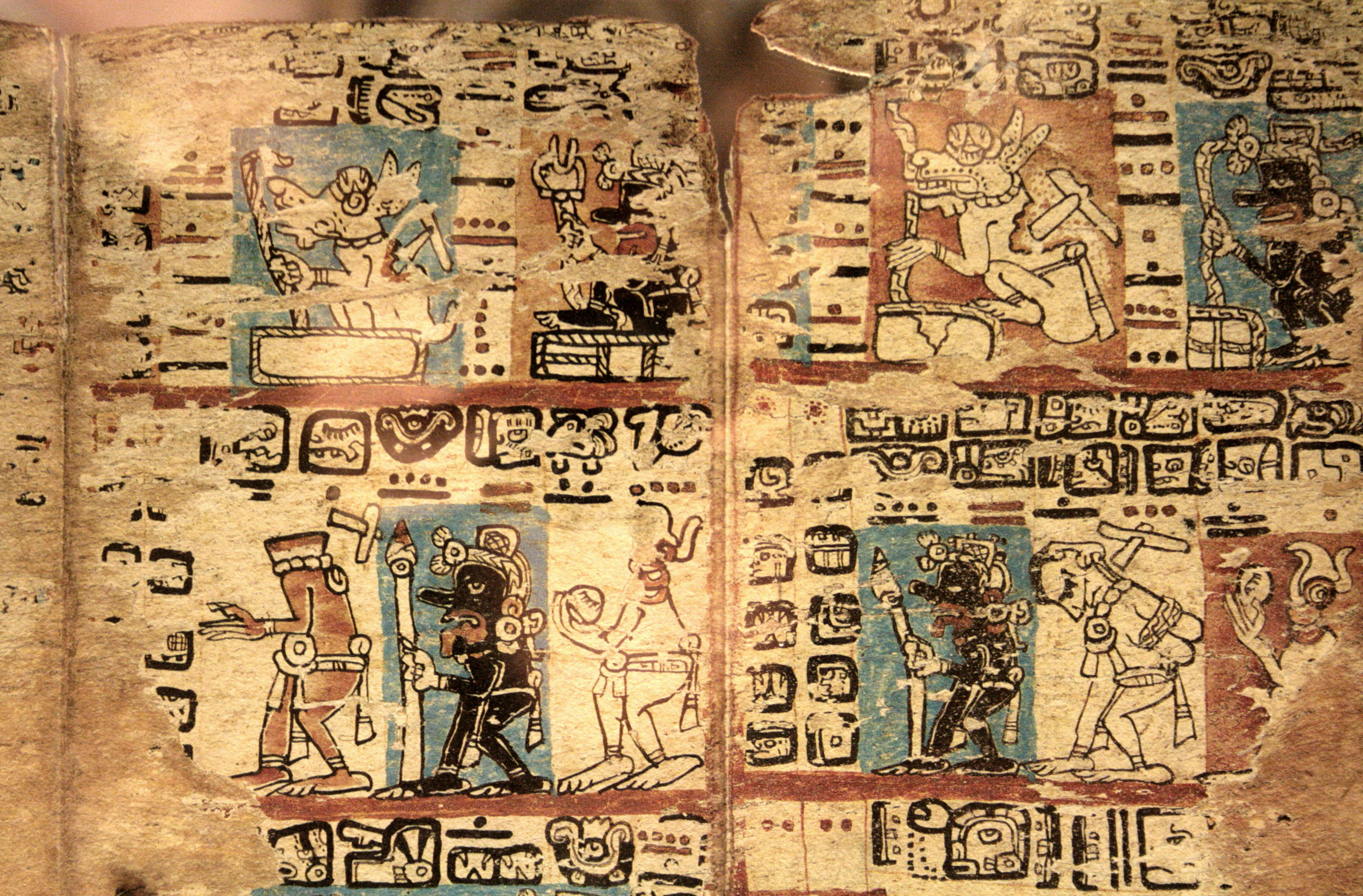
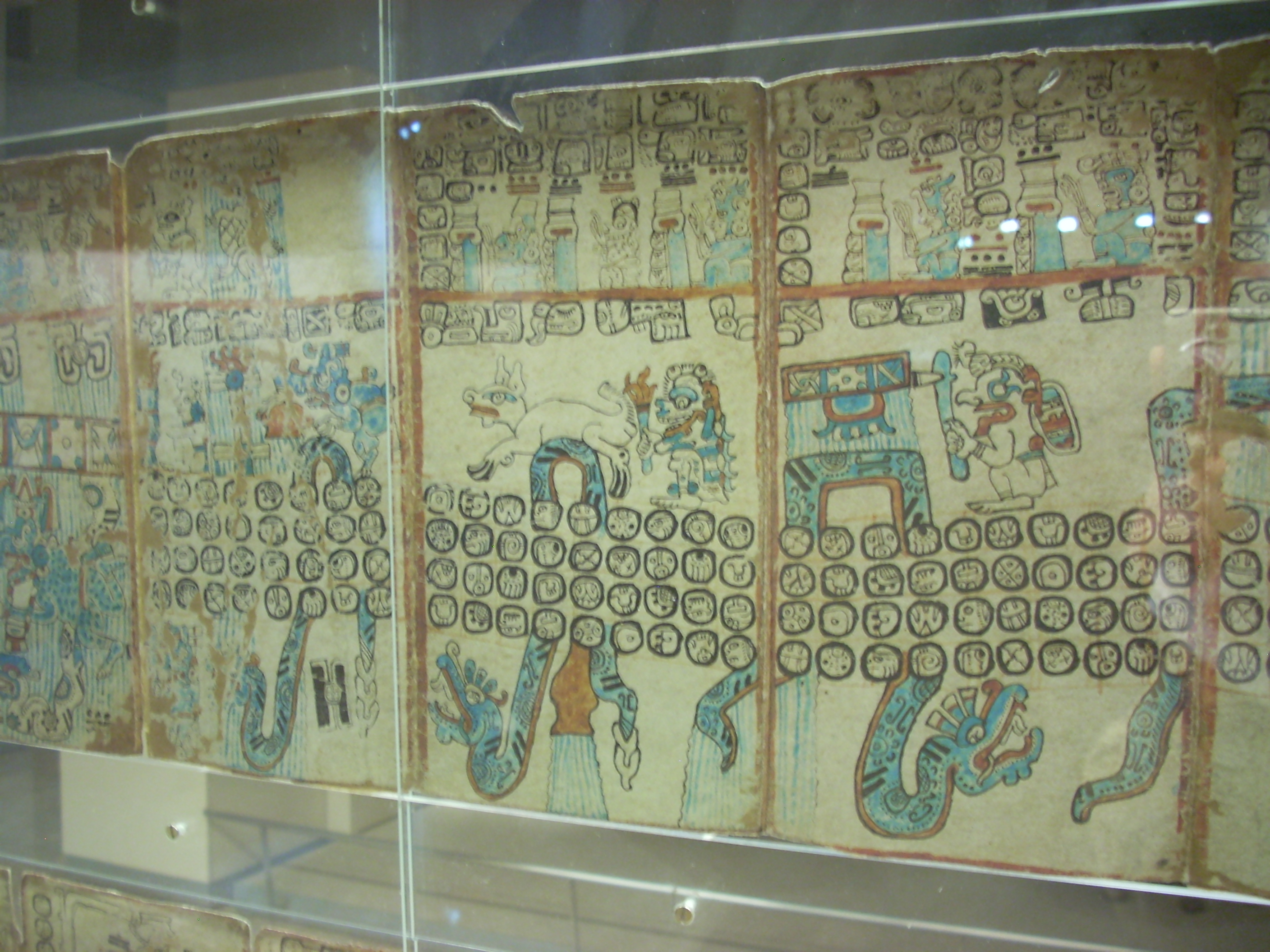